# Frank & Timme
Der Verlag Frank & Timme ist ein unabhängiger wissenschaftlicher Verlag in Berlin, der 2004 von Karin Timme und Claudia Frank gegründet wurde. Er verlegt wissenschaftliche Literatur.
Seitdem gibt er hauptsächlich Literatur der deutschen und europäischen Geistes- und Sozialwissenschaften heraus. Die Publikationen erscheinen als Printbücher, E-Books und zum Teil im Open-Access-Format.
Frank schied 2006 als Co-Geschäftsführerin aus. Timme verkaufte den Verlag 2024 an ihre langjährigen Mitarbeiter Astrid Matthes und Oliver Renner, die seitdem die Geschäfte der GmbH leiten.
Der Verlag ist Preisträger des Deutschen Verlagspreises 2024 geworden.
Zum Verlag gehört die Edition Noack & Block, die 2007 gegründet worden ist.

## Programm
Die Programmschwerpunkte liegen in den Bereichen Sprach- und Übersetzungswissenschaft sowie in den Geistes- und Sozialwissenschaften. Jedem dieser Bereich sind mehrere Reihen zugeordnet, die von wissenschaftlich anerkannten Herausgeberinnen und Herausgebern kuratiert werden.
Beiträge aus den Sprachwissenschaften finden sich z. B. in den Reihen DaF/DaZ in Forschung und Lehre, Easy – Plain – Accessible sowie Forum: Rumänien. Die Reihen Forum für Fachsprachen-Forschung, Transkulturalität – Translation – Transfer sowie TRANSÜD präsentieren (neben weiteren Reihen) Forschungsergebnisse aus den Übersetzungswissenschaften.
Beispielhaft für die anderen Bereiche der Geisteswissenschaften stehen die Reihen Literatur – Medien – Didaktik, Leipzig Middle East Studies sowie Kunst-, Musik- und Theaterwissenschaft. Forschungsergebnisse der Sozialwissenschaften sind u. a. in Reihen wie Pädagogik, Psychologie bzw. Inklusion und Gesellschaft versammelt.

## Autoren
Autoren dieses Verlages sind unter anderem:
- Ulla Fix (Macht und Widerständigkeit durch Sprache, 2022, ISBN 978-3-7329-0768-7)
- Christiane Maaß (Hg.), Isabel Rink (Hg.) (Handbuch Barrierefreie Kommunikation, 2018, ISBN 978-3-7329-0407-5)
- Hans-Joachim Maaz (Angstgesellschaft, 2022, ISBN 978-3-7329-0852-3)
- Betty Johannsmeyer (Quasimodo hat Rücken, 2021, ISBN 978-3-7329-0773-1)
- Erich Prunč („Entwicklungslinien“ der Translationswissenschaft, 2012, ISBN 978-3-86596-422-9)
- Harald Weinrich (Sprache, das heißt Sprachen, 2022, ISBN 978-3-7329-0879-0)